# Martin Shubik
Martin Shubik (Nueva York, 24 de marzo de 1926-22 de agosto de 2018) fue un economista estadounidense, profesor emérito de Economía Institucional Matemática de la Universidad de Yale. 

## Biografía
Educado en las Universidades de Toronto y Princeton. En1963, en la Universidad de Yale Shubik se especializó en el análisis estratégico, el estudio de las instituciones financieras, la economía de la competencia empresarial, y la teoría de juegos. 
Una colección de artículos de Shubik, con énfasis en su trabajo con la teoría de juegos, se encuentra en la Biblioteca Rubenstein en la Universidad de Duke. Él ha escrito numerosos libros y ensayos, incluyendo Political Economy, Oligopoly and Experimental Games (1999), la economía política, Juegos Oligopolio y Experimental (1999) y La teoría del dinero y de las Instituciones Financieras (2004).
En 2010, Shubik fue reconocido por la American Economic Association como miembro distinguido por sus "grandes contribuciones a una variedad de campos de la economía". La AEA discutió documentos de Shubik sobre el cómputo y los juegos, como representaciones teóricas de, por ejemplo:
- Índice de poder de Shapley-Shubik
- Un mercado a dos bandas en el que un producto que viene en grandes unidades indivisibles (casas, coches, etc) se cambia por dinero[7]
- El fenómeno de la escalada entre los competidores [de manera que] el comportamiento real puede diferir de modo puramente racional de la obra incorporada en los equilibrios de Nash[8]
- El cambio en la guerra provocada por el aumento de la permeabilidad de las fronteras nacionales.[9][6]

Shubik fue el segundo de tres hijos. Sus hermanos son Philippe Shubik, investigador de cáncer y fundador del Foro de Toxicología e Irene Shubik, un exproductor de la BBC.